# Fjällbackamorden
Fjällbackamorden är en filmserie som baseras på Camilla Läckbergs romanfigurer. Den planerades bestå av tio 90-minuters TV-filmer och två biofilmer. Inspelningarna gjordes från och med sensommaren 2011 och under 2012 i och kring Fjällbacka och Tanumshede. Enbart första säsongen spelades in. 

## Beskrivning
Den kan kategoriseras som "mysdeckare" i stil med Morden i Midsomer. Produktionsstödet från EU-kommissionens MEDIA Programme of the European Community till biofilmen Tyskungen bidrog till att finansiera hela första säsongens sex filmer.
Serien bygger på Camilla Läckbergs deckarromaner och har delvis samma persongalleri, men berättelserna är (förutom de två biofilmerna) nyskrivna i samarbete med andra manusförfattare, bland andra Karin Gidfors, Charlotte Lesche och Maria Karlsson. Persongalleriet är dock något mindre än i böckerna, bland annat saknas några av poliserna och polisstationen har placerats i Fjällbacka i stället för Tanumshede. De nyskrivna berättelserna utspelar sig tidsmässigt efter de hittills utgivna böckerna, men handlingen är helt fristående.
En tragisk händelse i början av inspelningarna fick mycket uppmärksamhet, då regissören Daniel Lind Lagerlöf försvann den 6 oktober 2011 och befaras ha omkommit. Han ersattes av Rickard Petrelius.

## Filmer
Filmerna presenteras i den ordning de hade svensk premiär, dock visades hela första säsongen med början i september 2013 i fransk TV i en annan ordning och innan de sista tre filmerna haft svensk premiär.

### Säsong 1
- Fjällbackamorden: I betraktarens öga (svensk premiär 26 december 2012 i TV)
- Fjällbackamorden: Vänner för livet (svensk premiär 2 januari 2013 i TV)
- Tyskungen (svensk premiär 28 juni 2013 på bio)
- Fjällbackamorden: Havet ger, havet tar (svensk premiär 23 oktober 2013 på video)
- Fjällbackamorden: Strandridaren (svensk premiär 6 november 2013 på video)
- Fjällbackamorden: Ljusets drottning (svensk premiär 20 november 2013 på dvd)

## Rollista (i urval)
- Claudia Galli – Erica
- Richard Ulfsäter – Patrik
- Pamela Cortes Bruna – Paula
- Lennart Jähkel – Mellberg
- Ann Westin – Annika
- Lukas och Simon Brodén – Anton och Noel
- Ellen Stenman Göransson – Maja

## Mottagande
Det första avsnittet möttes av kritiska kommentarer, där man klagade på att miljöerna inte var autentiska, historien för banal och även detaljer som att polisbilen var svart i stället för blå och vit. Trots det fick nästa avsnitt mycket goda tittarsiffror, som den veckan bara slogs av På spåret och Stjärnorna på slottet.